# Nielisz (Zamość)
Pour les articles homonymes, voir Nielisz.
Nielisz (prononciation [ˈɲeliʂ]) est un village de la gmina de Nielisz, du powiat de Zamość, dans la voïvodie de Lublin, situé dans l'est de la Pologne.
Il est le siège administratif (chef-lieu) de la gmina rurale de Nielisz.
Nielisz se situe à environ 18 kilomètres au nord-ouest de Zamość (siège du powiat) et 60 kilomètres au sud-est de Lublin (capitale de la voïvodie).
Sa population s'élevait approximativement à 920 habitants en 2006.

## Administration
De 1975 à 1998, le village est attaché administrativement à l'ancienne voïvodie de Zamość.

Depuis 1999, il fait partie de la nouvelle voïvodie de Lublin.